# Diplomatuniform

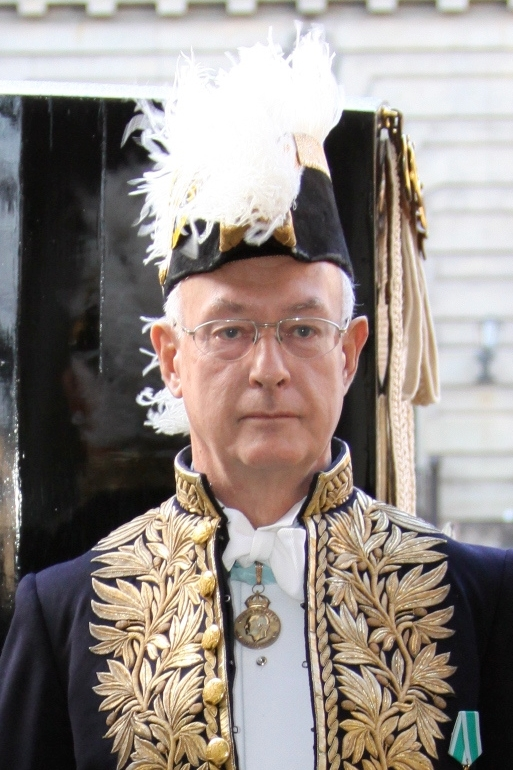
Sven Hirdman iförd svensk diplomatuniform.

Diplomatuniform är en dräkt som används av diplomater vid högtidliga tillfällen. 

## Sverige
I Sverige består diplomatuniformen av en frack broderad med gyllene olivkvistar på bröst, krage, ficklock och manschetter. Till uniformen hör byxor med guldrevärer, en slängkappa samt en bikorn med vit plym. En unik kvinnlig variant som skapats för Kerstin Asp-Johnsson består av en pennkjol och en jacka broderad med samma mönster.
Uniformen används av de introduktörer av främmande sändebud från Utrikesdepartementet som tjänstgör vid högtidliga audienser då kungen tar emot nyutnämnda ambassadörer till Sverige.